# 비트윈 더 베리드 앤드 미

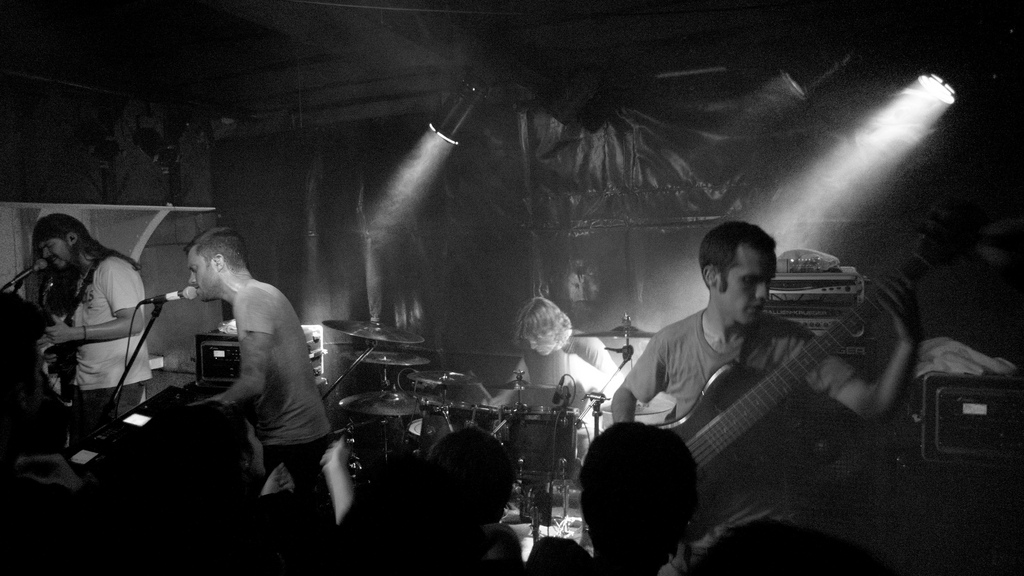

비트윈 더 베리드 베리드 미(폴란드어: Between the Buried and Me)는 미국 출신의 프로그레시브 메탈코어 밴드이다. 실험적인 성향이 강하고 곡의 길이가 대체로 길다. 데스코어장르의 형성에 큰 영향을 끼쳤다.

## 디스코그래피
- Colors (비트윈 더 베리드 앤드 미의 음반)

## 멤버
- 토미 자일스 로저스(Tommy Giles Rogers, 보컬, 키보드)
- 폴 와그너(Paul Waggoner, 기타)
- 더스티 워링(Dustie Waring, 리듬기타)
- 댄 브릭스(Dan Briggs, 베이스)
- 블레이크 리처드슨(Blake Richardson, 드럼)